# تأمين البنية التحتية
تأمين البنية التحتية هو التأمين المقدم لحماية البنية التحتية، لا سيما البنية التحتية الحيوية، مثل المطارات والطرق السريعة والسكك الحديدية والمستشفيات والجسور وموانئ النقل واتصالات الشبكات ووسائل الإعلام وشبكة الكهرباء والسدود ومحطات الطاقة والموانئ البحرية ومصافي النفط وشبكات المياه. ويهدف تأمين البنية التحتية إلى الحد من تعرض تلك البنى والأنظمة لعمليات التخريب والأعمال الإرهابية والتلوث.
تستخدم البنى التحتية الحيوية تقنية المعلومات بصورة طبيعية حيث أصبحت تلك الإمكانيات متوفرة جدًا. ومن ثم أصبحت أكثر اتصالاً وترابطًا. بيد أن أية عملية اقتحام أو خلل في أحد البنى قد يؤدي إلى حدوث أعطال غير متوقعة في غيرها. وأصبحت كيفية
معالجة ترابط البنى التحتية مشكلة مهمة.
وتعد شبكة الكهرباء عام 2003 من أحدث الأمثلة على البنية التحتية المعرضة للخطر، حيث انقطعت الكهرباء في المناطق الأمريكية في الشمال الشرقي والذي يبدو أنه نشأ في الغرب الأوسط ويحتمل أن ذلك قد نشأ عن فروع الأشجار.

## الأسباب المحتملة لأعطال البنية التحتية
تعد البنية التحتية الحيوية مسألة حاسمة في وظائف البلاد الأساسية. وستؤثر التلفيات العارضة أو العمدية تأثيرًا خطيرًا على الاقتصاد وعلى تقديم الخدمات الأساسية في المجتمعات التي تخدمها تلك البنى التحتية. هناك عدة أسباب تبين السر وراء الحاجة إلى تأمين وحماية البنى التحتية حماية شديدة.
- الإرهاب - قيام شخص أو مجموعة عمدًا باستهداف إحدى البنى التحتية لتحقيق مكسب سياسي. في هجمات مومباي في نوفمبر 2008، اُسْتُهْدِفَت محطة مومباي المركزية والمستشفى عمدًا.
- أعمال التخريب - الأعمال التي يقوم بها شخص أو مجموعة مثل موظف سابق، أو جماعة سياسية معارضة للحكومة، أو جماعة بيئية تدافع عن البيئة. راجع سيطرة المتظاهرين على المطار الدولي في بانكوك.
- حرب المعلومات - قيام شخص خاص بالقرصنة لتحقيق مكاسب شخصية أو مبادرة الدول بالهجوم لمسح المعلومات وتدمير البنية التحتية في الدولة أيضًا. مثلما حدث في حرب الإنترنت على إستونيا وحرب الإنترنت أثناء حرب أوستيا الجنوبية عام 2008.
- الكوارث الطبيعية - الأعاصير أو الأحداث الطبيعية التي تدمر البنية التحتية الحيوية مثل خطوط أنابيب النفط وشبكات الطاقة. انظر إعصار آيك والآثار الاقتصادية لإعصار كاترينا.

## التحديات الأمنية للبنية التحتية للكهرباء
تعد أنظمة الطاقة الكهربية أحد المقومات الأساسية للمجتمع الحديث. فقد يؤثر انقطاع المصادر الكهربائية العمدي على الأمن القومي والاقتصاد وعلى حياة كل إنسان. فشبكات الكهرباء ومصادرها منتشرة انتشارًا كبيرًا ويعد هذا تحديًا كبيرًا عند الحديث عن فعالية المنظومات والخطط الدفاعية.
يمكن أن تدمر الأعمال التخريبية مصادر الكهرباء في شبكة الكهرباء بما في ذلك محطات الطاقة النووية المدنية. فالأعمال التخريبية في شكل حرب الإنترنت قد تتسبب في تدمير اتصالات الكمبيوتر وأنظمة المعلومات، مما قد يعيق عملية تزويد الكهرباء بشكل كبير جدًا. ويمكن أن يؤدي هذا بدوره إلى عمليات تعطيل كبيرة في مكونات البنية التحتية الأخرى في المجتمع. ومن ثم ينبغي وضع خطط دفاعية شاملة.
من بين تلك الأساليب أن تُعْزَلُ أنظمة الأحمال. وينبغي أن تكون النظم الدفاعية المتطورة
واسعة النطاق وتوفر الحماية في الوقت الحقيقي مع أنظمة التحكم التي تُحَفَّزُ وتُوَجَّه من خلال تقنيات الاستشعار. وينبغي أن تتميز الاتصالات والمعلومات بإمكانية التوجيه.

## وسائل العلاج
أنشأت العديد من الدول أجهزة حكومية تدير مسألة تأمين البنية التحتية الحيوية إدارة مباشرة ودائمًا ما يتم ذلك من خلال الأجهزة الأمنية المختصة في وزارة الداخلية/الشؤون الداخلية والتي تختص بحماية المنشآت مثل خدمة الحماية الفيدرالية الأمريكية وتُنْشَأ كذلك شرطة نقل متخصصة مثل شرطة النقل البريطانية. هناك أيضًا وحدات تأمين المواصلات التجارية مثل شرطة أمتراك في الولايات المتحدة.
ويركز عدد من الهيئات الحكومية على تأمين وحماية البنية التحتية. يوجد في مجموعة عمل الدعم التقني (Technical Support Working Group) المجموعة الفرعية لحماية البنية التحتية نسخة محفوظة 6 سبتمبر 2006 على موقع واي باك مشين.. ويوجد في المملكة المتحدة مركز تنسيق تأمين البنية التحتية الوطني.
تستخدم العديد من أنظمة البنية التحتية أيضًا أنظمة تأمين اكتشاف الاقتحام في محيط الألياف البصرية والذي يمكنه اكتشاف وتحديد موقع الاقتحام عبر مئات الأميال من الألياف المنشورة. وعادةً ما تستخدم تلك الأنظمة في مواقع مرافق المياه  وفي العديد من مواقع البنية التحتية الحيوية العامة.